# Kuripan (Subah)
Kuripan is een bestuurslaag in het regentschap Batang van de provincie Midden-Java, Indonesië. Kuripan telt 1978 inwoners (volkstelling 2010).